# La Trinité-Surzur

La Trinité-Surzur este o comună în departamentul Morbihan, Franța. În 1 ianuarie 2022 avea o populație de 1.699 de locuitori.